# 강복환
강복환(姜福煥, 1948년 1월 13일 ~ )은 대한민국의 제11대 충청남도 교육감이었다. 충청남도 예산군 출신이다.

## 학력
- 삽교공립국민학교 졸업
- 덕산중학교 졸업
- 공주고등학교 졸업
- 한남대학교 국어국문학 학사 졸업
- 한남대학교 대학원 문학 석사 수료
- 한남대학교 대학원 국어국문학 박사 수료

## 경력
- 공주교육대학교 교수
- 대한노인회 충남연합회 노인지도자 대학장
- 바르게살기운동 충남협의회 이사
- 국제라이온스협회 355-D지구 연수원 명예교수
- 한국효행수상자효도회 자문위원
- 한서대학교 평생교육원 초빙교수
- 한국자유총연맹 민주시민교육센터 통일교육 전문교수
- (사)한국음식업중앙회 충남교육원 강사
- 보령명예시민
- 공주교육대학교 총동창회 고문
- 충남 해병대 명예 해병대 홍보대사
- 신암초등학교 교사
- 예산초등학교 교사
- 공주교육대학교 부속초등학교 교사
- 반포중학교 교사
- 금산여자고등학교 교사
- 충청남도 교육위원회 교육위원
- 충청남도 교육위원회 의장
- 2000.07 ~ 2004.07 제11대 충청남도 교육청 교육감

## 수상
- 1984 제11회 대일비호 문화교육부문 대상
- 1990 국무총리 표창
- 1990 공주시 문화상
- 1991 교육부장관 표창
- 1998 국무총리 표창
- 2001 근정포장

## 역대 선거 결과
|  | 19.85% |

|  | 30.76% |